# L'Arche de l'apocalypse
Pour plus de détails, voir Fiche technique et Distribution.
L'Arche de l'apocalypse (40 Days and Nights) est un film catastrophe américain réalisé par Peter Geiger, sorti en 2012.
Écrit par H. Perry Horton, le film raconte l'histoire de John interprété par Alex Carter qui joue le rôle d’un scientifique de l'armée américaine, participant à la construction d'une arche pendant que sa femme, Tessa (Monica Keena), une microbiologiste collecte l'ADN de toutes les espèces animales possible, avant que la Terre ne soit submergée par un gigantesque raz-de-marée. Le film est basé sur le film 2012 (2009). Produit par David Michael Latt (en), David Rimawi (en) et Paul Bales (en), le film a été tourné en anglais à Los Angeles, (Californie, États-Unis) et diffusé le 27 novembre 2012, puis est sorti directement en vidéo en France le 17 septembre 2013.

## Synopsis
En 2010, des scientifiques ont calculé qu’une hausse du niveau des océans pourrait submerger la Terre. Pour sauver aussi bien les hommes que les animaux et préserver la vie sur Terre, John (Alex Carter) un scientifique de l'armée américaine, participe à la construction d'une arche pouvant réunir seulement 50.000 personnes, pendant que sa femme, Tessa
(Monica Keena), une microbiologiste collecte l'ADN de toutes les espèces animales possibles, dont celui des abeilles à Denver en attendant de les placer dans l'arche quand elle sera terminée.
En 2012, deux semaines plus tôt que prévu, à la suite d'un séisme important, le mouvement d'une plaque tectonique massif déclenche un tsunami recouvrant tous les continents de la planète de plus de 1500 mètres d'altitude. De plus le niveau des précipitations augmente de 5 cm par heure. Après quelques secondes, les prévisions changent et indiquent que l'ouragan couvrira l'ensemble de la planète en 5 semaines.
Le capitaine ordonne à Tessa d'aller ramener les ADN. Seules 300 personnes pourront entrer dans l'Arche. Les passagers qui arriveront jusqu'à l'arche seront tirés au sort. Les prévisions indiquent que l'ouragan couvrira l'ensemble de la planète en 3 semaines,.
Le train ramenant les ADN est coincé par un éboulement. Walker et Tyler amènent Master Lynn et Tessa chercher les ADN en hélicoptère.
Master et Tessa cherchent une ruche d'abeille dans une grotte. Master récupère trois abeilles, puis elles montent dans l'avion avant que la tempête n'emporte Walker et Tyler.
Master et Tessa font décoller l'avion et retournent à la base, qui n'a pas de piste d'atterrissage, alors elles sautent en parachute au-dessus de l'arche. Une fois que Master et Tessa sont entrés dans l’arche, l’eau commence à arriver vers l’arche. L’amiral Wallace ordonne l’appareillage de l’arche. Le capitaine Franck Bidgees ordonne à John de démarrer les turbines.
Le 40e jour la mer se calme. L'arche a triomphé. Le capitaine Franck Bidgees reçoit un message de Freeman à bord de l'arche Denver au-dessus du Kansas, qui lui dit que l'arche de Saint-Louis a triomphé également.

## Fiche technique
- Titre original : 40 Days and Nights
- Titre français : L'Arche de l'apocalypse[7]
- Réalisation : Peter Geiger
- Scénario : H. Perry Horton
- Photographie : Ulf Soderqvist
- Musique : Chris Ridenhour
- Décors : Miranda Robinson
- Costumes : Ashli Pingry
- Montage : Rachel Anderson-Lebron
- Producteur : David Michael Latt (en), David Rimawi (en) et Paul Bales (en)
- Société de production : The Asylum
- Société de distribution : 
  - États-Unis : The Asylum
  - France : Zylo
- Genre : Film d'aventure, Film de science-fiction, Film d'action, Thriller, Film catastrophe
- Format : Couleurs - 1.78 : 1 - 35 mm - son Dolby
- Pays de production :  États-Unis
- Langue : anglais américain
- Durée : 86 minutes
- Année de production : 2011 (tournage) - 2012 (post-production et finalisation)
- Dates de sortie : 
  - États-Unis : 27 novembre 2012  (vidéo)
  - France : 17 septembre 2013  (télévision)

## Distribution
- Monica Keena : docteur Tessa Nicols
- Alex Carter : Lieutenant John, le fiancé de Tessa
- Scott Hoxby : Amiral Wallace
- Ty Barnett (en) : Lieutenant Amato
- Christianna Carmine : Master Lynn
- Emily Sandifer : Maddie
- Mitch Lerner : Freeman
- Alex Ball (en) : Welker
- Dylan Vox (de) : Tyler
- Victoria Barabas : Oates
- David Bittick : Garde
- Adam Burch : Purchase
- Hector Luis Bustamante : Bruce
- Marcus Choi : Williams
- Jon Kondelik (en) : Dave
- Kimberly McConnell : Donna
- Aurelia Scheppers : Kelly
- Tom Seidman : Ralph

## Accueil critique
Le film a été unanimement critiqué pour l'ineptie des comédiens, l'invraisemblance des dialogues et des situations, par la naïveté de ses effets spéciaux, et par la maladresse de la réalisation, recevant des critiques au second degré par le public sur Allociné. Rotten Tomatoes rapporte la note moyenne de 1,4 / 5.